# サンディ・パイヨ
サンディ・パイヨ（Sandy Paillot 、1987年2月27日 - ）は、フランス・リヨン出身の元サッカー選手。現役時代のポジションは、ディフェンダー。

## 経歴
オリンピック・リヨンのユース出身。2008年1月に同チームでプロデビューを飾るも、同月にグルノーブル・フット38に買い取りオプション付きでレンタル移籍した。2009年、クラブがオプションを行使し完全移籍した。
2015年6月、SOショレに加入した。
2019年1月、FCフルーリー91に移籍した。

## 代表歴
U-20フランス代表として2007年のトゥーロン国際大会に出場し優勝した。